# 大连话
大连话属于胶辽官话登连片，被称为“海蛎子味”方言。
登连片又分作三个小片：大连市的中山区、西岗区、沙河口区、甘井子区、旅顺口区与瓦房店市的居民所使用的方言属于大岫小片；大连市的金州区、普兰店区、庄河市与长海县的居民所使用的方言属于烟威小片；烟台市的蓬莱区、龙口市的居民所使用的方言则属于蓬龙小片。
大连话没有普通話的阴平55调，普通話的阴平调除了个别字读成三声调以外，大部分读为31或311.5（一种稍带有拖音的降调），而且鼻音比较重，因此和通常意义的东北话存在差别。

## 语音
| b [ p ]   | p [ pʰ ]      | m [ m ]       | f [ f ] |
| d [ t ]   | t [ tʰ ]      | n [ n ] [ ɲ ] | l [ l ] |
| g [ k ]   | k [ kʰ ]      | h [ x ] [ h ] |         |
| j [ ʨ ]   | q [ ʨʰ ]      | x [ ɕ ]       |         |
| zh [ ʈʂ ] | ch [ ʈʂʰ ]    | sh [ ʂ ]      | r [ ʐ ] |
| z [ ts ]  | c [ tsʰ ]     | s [ s ]       |         |
| y [ i ]   | w [ u ] [ v ] |               |         |

| a [ ɑ ]             | ai [ a ]   | ao [ ɒ ]   | an [ ɑn ]  | ang [ ɑŋ ] |
| o [ o ]             |            |            |            | ong [ oŋ ] |
| e [ e ] [ ɤ ]       | ei [ eɪ ]  | ou [ oʊ ]  | en [ ɤn ]  | eng [ ɤŋ ] |
| i [ i ] [ ʅ ] [ ɿ ] |            | iu [ ioʊ ] | in [ in ]  | ing [ iŋ ] |
| u [ u ]             | ui [ ueɪ ] |            | un [ uɤn ] |            |
| ü [ y ]             |            |            | ün [ yn ]  |            |

| ia [ iɑ ]        | iao [ iɒ ] | ian [ ien ] | iang [ iɑŋ ] |
|                  |            |             | iong [ ioŋ ] |
| ie [ ie ]        |            |             |              |
| ua [ uɑ ]        | uai [ ua ] | uan [ uɑn ] | uang [ uɔŋ ] |
| uo [ uɤ ]        |            |             |              |
| üe [ yø ]        |            | üan [ yøn ] |              |
| er [ ɜʅ ] [ ɘʅ ] | m [ m ]    | n [ n ]     | ng [ ŋ ]     |

#### 韻母表-3
| 基本韻母 | a 瓦 ai 蓋 an 碗 | e 歌 i 字 ü 魚 ei 輩 en 根 | ie 碟       | üe 月       | (u)o 窩       | u 肚      | ao 包      | ou 頭      | ang 缸      | uang 光       | ong 工      | eng 燈      |
| 兒化韻母 | ar [ ʌʅ ] [ ɜʅ ] | er [ ɤʅ ] [ ɘʅ ]           | ier [ ieʅ ] | üer [ yøʅ ] | (u)or [ uɔʅ ] | ur [ uʯ ] | aor [ ɒʯ ] | our [ oʯ ] | angr [ ɑ̃ʅ ] | uangr [ uɔ̃ʅ ] | ongr [ õʯ ] | engr [ ə̃ʅ ] |

- 「瓦兒」和「碗兒」不同音；「歌兒」和「根兒」不同音，「根兒」的韻母是一種捲舌的中央元音。
- zi、ci、si、zhi、chi、shi、ri中的 i 是舌尖元音，兒化後變er，如：「字兒」zer4，「事兒」sher4。
- ɑ̃、ɔ̃、õ、ə̃表示鼻音化的ɑ、ɔ、o、ə。
- i、u、ü與兒化韻母相拼的規則對應於其與基本韻母相拼的規則，因此該部分表格從略，不再贅述。

### 声调
|        |      |       | 阴平   | 阳平 | 上声 | 去声   | 轻声 |
| 大连话 | 常调 | 常调  | 31     | 24   | 213  | 52     | --   |
| 大连话 | 变调 | 情形1 | 33或13 | --   | --   | 33或13 | --   |
| 大连话 | 变调 | 情形2 | --     | --   | --   | 21     | --   |
| 普通话 | 常调 | 常调  | 55     | 35   | 214  | 51     | --   |
| 普通话 | 变调 | 情形1 | --     | --   | 35   | --     | --   |
| 普通话 | 变调 | 情形2 | --     | --   | 21   | --     | --   |

#### 连读变调
- 当两个阴平字相遇，或者去声字后接阴平字时，通常前面的调值变为平调33或低升13，后面的调不变，如：“家家户户”，“驾崩”。
- 当阴平字后接去声字时，通常前字的调不变，后字的调值变为低降21，如：“蟋蟀”，“稀碎”。
- 当两个去声字相接时，通常前字的调值变为平调33或低升13，后字的调值变为低降21，如：“毕恭毕敬”，“客客气气”[1]

### 其他

#### 大連話有而普通話沒有的音節
- biang3（尚未造字）-【前缀】通常用在贬义名词前，起到加强语气的作用。疑是由詞組“婢养”连音而来。
- pia3（尚未造字）-【动】讽刺的意思。

#### 大连话与普通话的比较
- 普通话的zh，ch，sh在大连话里读j/z，q/c，x/s，如“找”读[ ʦɒ213 ]，“吵吵”读[ ʦʰɒ31 ʦʰɒ ]，“瘦”读[ soʊ52 ]，“梳”读[ su31 ]；普通话的r在大连话里读y，如“肉”读[ ioʊ52 ]，“人”读[ in24 ]等（例外：“扔”读[ lɤŋ31 ]，“瑞”读[ sueɪ52 ]）。受普通话的影响，有些字已平卷舌不分。
- 普通话d，t，n，l，z，c，s后的u(e)i，uan，u(e)n在大连话里省去介音u，如“乱”读[ lɑn52 ]，“碎”读[ seɪ52 ]（例外：“睡”，读[ sueɪ52 ]，“损”仍读[ suɤn213 ]）；但在g，k，h后不能省略u；在j，q，x后不能省略ü。
- 普通话的o在大连话里读e，如“破”读[ pʰɤ52 ]，“胳膊”读[ kɤ213 pɤ ]；o前面遇到u/w时，仍读uo/wo（例外：“哆嗦”读[ tɤ31 sɤ ]，“脱”读[ tʰɤ213 ]，“或者”读[ xɤ52 ʦɤ ]）；普通话的ong在大连话里仍读ong。
- 普通话词尾的“子”在大连话里常常变音成e，如“耗子”，读[ hɒ52 ɤ ]。
- 普通话的ua，uai，u(e)i，uan，u(e)n，uang，ueng里的u，作为零聲母w时，在大连话里发成非零聲母的v，如“晚饭”，读「van3-fan4」；作为介母时不变。
- 普通话的“二”在大连话里读ar4，如“王二小”，读「Vang2 Ar4-xiao3」；普通话的ai，an，在大连话里常常儿化成ar，如“孩”，读「har2」，“玩”，读「var2」，“天”，读「tiar1[2]」；普通话的ei，en在大连话里常常儿化成er，如“味”，读「ver4」，“盆”，读「per2」。
- 普通话的ai在大连话里读成前、开口、不圆唇的单元音，並且仍舊用ai來表示；普通话的“崖”在大连话里读ai2，如“泡崖”，读「Pao4-ai2」。
- 普通话里个别含n声母的字在大连话里读n、l都可以，如“嫩”读「nen4」、「len4」都可以，“能”读「neng2」、「leng2」都可以；普通话里发li音的字，很多大连人发成lei，如“李”读「lei3」。

## 词汇
大连话作为胶辽官话登连片方言，很多特色词汇来源于胶东半岛，同时也吸收了东北官话和俄语、日语的词汇。
- 膔，读作 biao1，常被写做“彪”，笨、傻的意思；名词形式为“膔子”，读作 biao1-e，与胶东东部方言对应词汇的发音、含义完全相同
- 血，读作 xie3，非常、十分的意思，与胶东东部方言对应词汇的发音、含义完全相同
- 磕了，读作 ke1-le，意为没辙了
- 饼子，读作 bing3-e，意为草包、无能者
- 晚霞子，读作 van3-xia2-e，意为衬衫，来自日语
- 马葫芦，读作 mar3-hur2-lur，意为下水道井盖，来自日语（manhole一词的片假名表示）
- 玄了，读作 xuan2-le，意为很多、大量
- 刺锅子，读作 ci5-guo1-e，意为海胆
- 待人亲，读作 dai4-yin2-qin1（“yin2 人”有时省略，读作“dai5-qin1 待亲”），意为讨人喜欢，如：“你怎么长得那么待亲？”
- 别，當“不要”的意思講時，读作 bai4；當“區別”、“辭別”的意思講時，仍讀作 bie2
- 熊，读作 xiong2，意为蒙骗、忽悠
- 受，读作 shour4，意为好、爽，通常与“xie3 血”搭配为“xie3-shour4 血受”
- 摘，读作 ze2，意为采取、拿下
- 哈拉， 读作 ha1 la1意为彪呼呼什么也不知道
- 拉拉嘴子， 读作 la1 la1 zei3'e'意为排名倒数

### 數詞
- 零 /líng/ - 同普通話。
- 一 /yǐ/ - 普通話一聲。
- 二 /àr/ - 普通話/èr/。
- 三 /san/ - 普通話平調，大連話低降。
- 四 /sì/ - 同普通話。
- 五 /wǔ/ - 同普通話。
- 六 /liù/ - 同普通話。
- 七 /qǐ/ - 普通話一聲。
- 八 /bǎ/ - 普通話一聲。
- 九 /jiǔ/ - 同普通話。
- 十 /shí/ - 同普通話。
- 百 /bǎi/ - 同普通話。
- 千 /qian/ - 普通話平調，大連話低降。
- 萬 /vàn/ - 普通話/wàn/。
- 億 /yì/ - 同普通話。
- 兆 /zhào/ - 同普通話。
- 京 /jing/ - 普通話平調，大連話低降。
- 垓 /gai/ - 普通話平調，大連話低降。
- 秭 /zǐ/ - 同普通話。

## 语法
根据英国语言学家里奇的述谓结构分析法，大连话同英语、普通话一样，句子一般是由S+V+O，即主语+谓语+宾语的顺序组成，但也存在特殊情形，例如老一辈的大连人会把“回家吧！回家吧！”说成“家去吧！家去吧！”，此时的句子并不是S+V+O，而是S+O+V，即主语+宾语+谓语。

## 其他

### 差別
大連市市内四区、旅顺口区、金州区、長海縣、瓦房店市属于胶辽官话登连片大岫小片，煙台市（蓬莱市、龙口市、长岛除外）、威海市、普兰店区、庄河市属于胶辽官话登连片烟威小片，虽然二者同属胶辽官话登连片，但并非完全一致，而是有一定的差別，例如“人”字的发音，前者讀為“银”或“yer2”，而后者则讀為“印”。